# Film in 2008
Dit artikel gaat over de film in het jaar 2008. In 2008 zijn onder andere Indiana Jones and the Kingdom of the Crystal Skull, The Incredible Hulk, The Dark Knight en Quantum of Solace uitgekomen.

## Succesvolste films
De tien films uit 2008 die het meest opbrachten.
| Rang | Titel                                              | Distributeur         | Opbrengst wereldwijd |
| ---- | -------------------------------------------------- | -------------------- | -------------------- |
| 1    | The Dark Knight                                    | Warner Bros.         | $ 1.004.934.033      |
| 2    | Indiana Jones and the Kingdom of the Crystal Skull | Paramount Pictures   | $ 786.636.033        |
| 3    | Kung Fu Panda                                      | Paramount Pictures   | $ 631.744.033        |
| 4    | Hancock                                            | Columbia Pictures    | $ 624.386.746        |
| 5    | Mamma Mia!                                         | Universal Pictures   | $ 609.841.637        |
| 6    | Madagascar: Escape 2 Africa                        | Paramount Pictures   | $ 603.900.354        |
| 7    | Quantum of Solace                                  | Sony Pictures        | $ 586.090.727        |
| 8    | Iron Man                                           | Paramount Pictures   | $ 585.174.222        |
| 9    | WALL-E                                             | Walt Disney Pictures | $ 521.311.860        |
| 10   | De Kronieken van Narnia: Prins Caspian             | Walt Disney Pictures | $ 419.665.568        |

## Gebeurtenissen
- 14 januari – Bekendmaking winnaars 65ste Golden Globe Awards (geen prijsuitreiking)
- 23 januari – 14e Internationaal filmfestival van Rotterdam gaat van start
- 7 februari – 58ste Filmfestival van Berlijn gaat van start
- 10 februari – 61ste BAFTA Awards-uitreiking
- 24 februari – 80ste Oscaruitreiking
- 14 mei – 61ste Filmfestival van Cannes gaat van start
- juni – 17e MTV Movie Awards-uitreiking

## Prijzen
81e Academy Awards:
Beste Film: Slumdog Millionaire
Beste Regisseur: Danny Boyle (Slumdog Millionaire)
Beste Acteur: Sean Penn (Milk)
Beste Actrice: Kate Winslet (The Reader)
Beste Mannelijke Bijrol: Heath Ledger (The Dark Knight)
Beste Vrouwelijke Bijrol: Penélope Cruz (Vicky Cristina Barcelona)
Beste Niet-Engelstalige Film: Okuribito (Departures), Japan
Beste Animatiefilm: WALL-E
66ste Golden Globe Awards:
Drama:
Beste Film: Slumdog Millionaire
Beste Acteur: Mickey Rourke (The Wrestler)
Beste Actrice: Kate Winslet (Revolutionary Road)
Musical of Komedie:
Beste Film: Vicky Cristina Barcelona
Beste Acteur: Colin Farrell (In Bruges)
Beste Actrice: Sally Hawkins (Happy-Go-Lucky)
Overige
Beste Regisseur: Danny Boyle (Slumdog Millionaire)
Beste Buitenlandse Film: Waltz with Bashir
BAFTA Awards:
Beste Film: Slumdog Millionaire
Beste Acteur: Mickey Rourke (The Wrestler)
Beste Actrice: Kate Winslet (The Reader)
Gouden Palm (Filmfestival van Cannes):
Entre les murs, geregisseerd door Laurent Cantet, Frankrijk
Gouden Leeuw (Filmfestival van Venetië):
The Wrestler, geregisseerd door Darren Aronofsky, Verenigde Staten
Gouden Beer (Filmfestival van Berlijn):
Tropa de Elite, geregisseerd door José Padilha, Brazilië
Grand Jury Prize (Sundance):
Frozen River, geregisseerd door Courtney Hunt, Verenigde Staten

## Lijst van films
- 10,000 BC
- 21
- 27 Dresses
- The Abductor
- Ace Ventura Jr.
- Adoration
- Angus, Thongs and Perfect Snogging
- Artemis Fowl
- Australia
- Der Baader Meinhof Komplex
- Bedtime Stories
- Benighted
- The Better Man
- Beverly Hills Chihuahua
- Bolt
- Bubba Nosferatu and the Curse of the She-Vampires
- Burn After Reading
- Camp Rock
- Campeones de la lucha libre
- Captain Underpants
- Changeling
- Chasseurs de dragons
- Cloverfield
- Crood Awakening
- The Curious Case of Benjamin Button
- The Dark Knight
- The Day the Earth Stood Still
- Deadwater
- Defiance
- Departures
- Doubt
- The Duchess
- Eagle Eye
- Entre les murs
- The Eye
- Far Cry
- Faubourg 36
- Fear Effect
- The Few
- First Sunday
- Fool's Gold
- Forgetting Sarah Marshall
- Four Christmases
- Franklyn
- Frost/Nixon
- Frozen River
- Get Smart
- Goal 3
- God on Trial
- Gomorra
- Gospel According to Janis
- Gran Torino
- The Greatest Escape
- Hancock
- Hannah Montana & Miley Cyrus: Best of Both Worlds Concert
- The Happening
- Happy-Go-Lucky
- Hellboy II: The Golden Army
- High School Musical 3: Senior Year
- Horton Hears a Who!
- Il y a longtemps que je t'aime
- In Bruges
- The Incredible Hulk
- Indiana Jones and the Kingdom of the Crystal Skull
- Iron Man
- Is Anybody There?
- Journey to the Center of the Earth
- Jumper
- Kleiner Dodo
- The Kreutzer Sonata
- De Kronieken van Narnia: Prins Caspian
- Kung Fu Panda
- Largo Winch
- Last Chance Harvey
- Madagascar: Escape 2 Africa
- Made of Honor
- Mamma Mia!
- Man on Wire
- The Man Who for No Apparent Reason Ruins Whiskey With Ice
- Marcello Marcello
- Marley & Me
- Meet the Spartans
- Milk
- The Mummy: Tomb of the Dragon Emperor
- Nicci
- Niko en de Vliegende Brigade
- Open Season 2
- Over Her Dead Body
- La Possibilité d'une île
- Pineapple Express
- Pistol Whipped
- Prom Night
- Quantum of Solace
- Rachel Getting Married
- Rambo
- The Reader
- Revolutionary Road
- Role Models
- Saw V
- Scary Movie 5
- Séraphine
- Seven Pounds
- Sex and the City
- Le Silence de Lorna
- Slumdog Millionaire
- Speed Racer
- The Spiderwick Chronicles
- Step Brothers
- Step Up 2: The Streets
- Strange Wilderness
- Superhero Movie
- Tinker Bell
- Tonight, He Comes
- Tropic Thunder
- Twilight
- Untraceable
- The Unwinking Gaze
- WALL-E
- Wild Child
- Valkyrie
- Vals Im Bashir
- Vantage Point
- Vicky Cristina Barcelona
- Welcome Home Roscoe Jenkins
- Wanted
- What Happens in Vegas...
- A Woman's Rage
- The Wrestler
- The X-Files: I Want to Believe
- A Year in Tibet
- Yes Man
- You Don't Mess with the Zohan

## Lijst van Nederlandse films
- Anubis en het pad der 7 zonden
- Bloody Mondays & Strawberry Pies
- Bride Flight
- De brief voor de koning
- Dunya en Desie
- Fitna
- Hoe overleef ik mezelf?
- Loft
- Morrison krijgt een zusje
- Oorlogswinter
- Piet Piraat en het zwaard van Zilvertand
- Radeloos
- Samson & Gert Hotel op stelten
- Sinterklaas en het Geheim van het Grote Boek
- Skin
- Snuf de hond in oorlogstijd
- Wit licht
- Zomerhitte

## Overleden
| Datum        | Naam            | Leeftijd | Beroep                     |
| ------------ | --------------- | -------- | -------------------------- |
| 15 januari   | Brad Renfro     | 25       | Acteur                     |
| 22 januari   | Heath Ledger    | 28       | Acteur                     |
| 24 maart     | Richard Widmark | 93       | Acteur                     |
| 5 april      | Charlton Heston | 84       | Acteur                     |
| 15 mei       | Youssef Idilbi  | 32       | Acteur                     |
| 26 mei       | Sydney Pollack  | 73       | Acteur/Regisseur/Producent |
| 2 juni       | Mel Ferrer      | 90       | Acteur/Regisseur/Producent |
| 17 juni      | Cyd Charisse    | 86       | Actrice/Danseres           |
| 22 juli      | Estelle Getty   | 84       | Actrice                    |
| 9 augustus   | Bernie Mac      | 50       | Acteur                     |
| 10 augustus  | Isaac Hayes     | 66       | Acteur/Zanger              |
| 6 september  | Anita Page      | 98       | Actrice                    |
| 26 september | Paul Newman     | 83       | Acteur                     |

De muze (30 sept 2007) · Bloedbroeders (10 jan) · TBS (25 jan) · Dunya & Desie (9 febr) · Alibi (13 febr) · Tiramisu (6 mrt) · Skin (13 mrt) · Zomerhitte (19 mrt) · Morrison krijgt een zusje (23 apr) · De fuik (22 mei) · Wijster (29 mei) · Hitte/Harara (5 juni) · Hoe overleef ik mezelf? (25 juni) · Snuf de hond in oorlogstijd (26 juni) · De brief voor de koning (16 juli) · Het zusje van Katia (8 aug) · Het echte leven (25 sept) · Vox populi (26 sept) · Het wapen van Geldrop (2 okt) · Radeloos (2 okt) ·  Sinterklaas en het Geheim van het Grote Boek (9 okt) · Bride Flight (15 okt) · I Love Dries (20 okt) · Ver van familie (23 okt) · Oorlogswinter (17 nov) · Wit licht (11 dec)
1870-1879 · 1880-1889 · 1890 · 1891 · 1892 · 1893 · 1894 · 1895 · 1896 · 1897 · 1898 · 1899 · 1900 · 1901 · 1902 · 1903 · 1904 · 1905 · 1906 · 1907 · 1908 · 1909 · 1910 · 1911 · 1912 · 1913 · 1914 · 1915 · 1916 · 1917 · 1918 · 1919 · 1920 · 1921 · 1922 · 1923 · 1924 · 1925 · 1926 · 1927 · 1928 · 1929 · 1930 · 1931 · 1932 · 1933 · 1934 · 1935 · 1936 · 1937 · 1938 · 1939 · 1940 · 1941 · 1942 · 1943 · 1944 · 1945 · 1946 · 1947 · 1948 · 1949 · 1950 · 1951 · 1952 · 1953 · 1954 · 1955 · 1956 · 1957 · 1958 · 1959 · 1960 · 1961 · 1962 · 1963 · 1964 · 1965 · 1966 · 1967 · 1968 · 1969 · 1970 · 1971 · 1972 · 1973 · 1974 · 1975 · 1976 · 1977 · 1978 · 1979 · 1980 · 1981 · 1982 · 1983 · 1984 · 1985 · 1986 · 1987 · 1988 · 1989 · 1990 · 1991 · 1992 · 1993 · 1994 · 1995 · 1996 · 1997 · 1998 · 1999 · 2000 · 2001 · 2002 · 2003 · 2004 · 2005 · 2006 · 2007 · 2008 · 2009 · 2010 · 2011 · 2012 · 2013 · 2014 · 2015 · 2016 · 2017 · 2018 · 2019 · 2020 · 2021 · 2022 · 2023 · 2024 · 2025